# Ульяниха (Ярославская область)
Ульяниха — деревня в Брейтовском районе Ярославской области России. 
В рамках организации местного самоуправления входит в Брейтовское сельское поселение, в рамках административно-территориального устройства является центром Ульяновского сельского округа.

## География
Расположена в 139 километрах к северо-западу от Ярославля и в 17 километрах к югу от райцентра, села Брейтово. 

## Население
| 2007 | 2010 |
| ---- | ---- |
| 270  | ↘232 |

Согласно результатам переписи 2002 года, в национальной структуре населения русские составляли 98 % из 280 жителей.